# Хаджи Мурад, Белият дявол
„Хаджи Мурад, Белият дявол“ (на италиански: Agi Murad, il diavolo bianco) е приключенски филм от 1959 година на режисьора Рикардо Фреда с участието на Стив Рийвс, Джорджия Мол и Скила Габел, екранизация на романа „Хаджи Мурат“ на Лев Толстой. Филмът е копродукция на Италия и Югославия.

## Сюжет
Филмът разказва историята на Хаджи Мурад (Стив Рийвс), чеченски главатар от XIX век, който повежда своите воини на борба срещу окупационните сили на руския цар.

## В ролите
- Стив Рийвс като Хаджи Мурад
- Джорджия Мол като Султанет, дъщерята на Аслан бей
- Скила Габел като принцеса Мария Воронцова
- Ренато Балдини като хан Ахмед
- Жерард Хертер като принц Сергей Воронцов
- Миливойе Живанович като цар Николай I
- Никола Попович като цар Шамил
- Йован Гец като Аслан бей
- Никса Стефанини като Гоанзало
- Миливойе Попович-Мавид като доктор Елдар
- Антун Налис като Мелдерс, лейтенанта на Хаджи Мурад[3]

## Интересни факти
В някои от финалните сцени на филма, Стив Рийвс е дублиран от Алън Стийл, с когото участват заедно в Битката при Маратон.